# Mellersta Österbotten
Mellersta Österbotten (finska Keski-Pohjanmaa) är ett landskap i Finland. Landskapet är beläget vid Bottenvikens östkust. Huvudorten i Mellersta Österbotten är staden Karleby. Historiskt sett är landskapet en del av Österbotten.
Landskapet bildades 1 mars 1998 när Statsrådets beslut om landskapen den 26 februari 1998 samt lagen den 11 december 1997 om landskapsindelning (1159/1997) trädde i kraft.

## Kommuner
Det finns åtta kommuner i Mellersta Österbotten. Städerna är markerade med fet stil.
| - Halso - Kannus - Karleby - Kaustby | - Lestijärvi - Perho - Toholampi - Vetil |

### Tidigare kommuner
- Himango
- Kelviå (uppgick 1 januari 2009 i Karleby)
- Lochteå (uppgick 1 januari 2009 i Karleby)
- Ullava (uppgick 1 januari 2009 i Karleby)

Himango kommun inkorporerades 1 januari 2010 i Kalajoki stad och dess område överfördes därmed till Norra Österbotten.

## Välfärdsområde
Hela landskapet tillhör Mellersta Österbottens välfärdsområde som ansvarar för social- och hälsovård samt räddningstjänst.

## Språk
Befolkningen efter språk (modersmål) den 31 december 2020. Finska, svenska och samiska räknas som inhemska språk då de har officiell status i landet. Resten av språken räknas som främmande.
| Språk                     | Talare | %        |
| ------------------------- | ------ | -------- |
| Hela befolkningen         | 67 988 | 100,00 % |
| Finska                    | 59 699 | 87,81 %  |
| Svenska                   | 6 149  | 9,04 %   |
| Samiska                   | 1      | 0,00 %   |
| Främmande språk totalt    | 2 139  | 3,15 %   |
| Ryska                     | 295    | 0,43 %   |
| Estniska                  | 178    | 0,26 %   |
| Arabiska                  | 152    | 0,22 %   |
| Engelska                  | 129    | 0,19 %   |
| Kinesiska                 | 127    | 0,19 %   |
| Thailändska               | 125    | 0,18 %   |
| Vietnamesiska             | 115    | 0,17 %   |
| Ukrainska                 | 100    | 0,15 %   |
| Nepali                    | 52     | 0,08 %   |
| Kurdiska                  | 50     | 0,07 %   |
| Spanska                   | 47     | 0,07 %   |
| Bengali                   | 43     | 0,06 %   |
| Persiska                  | 41     | 0,06 %   |
| Bulgariska                | 40     | 0,06 %   |
| Polska                    | 36     | 0,05 %   |
| Turkiska                  | 36     | 0,05 %   |
| Ungerska                  | 32     | 0,05 %   |
| Tyska                     | 26     | 0,04 %   |
| Rumänska                  | 25     | 0,04 %   |
| Tagalog                   | 17     | 0,03 %   |
| Serbokroatiska            | 16     | 0,02 %   |
| Albanska                  | 15     | 0,02 %   |
| Swahili                   | 15     | 0,02 %   |
| Burmesiska                | 13     | 0,02 %   |
| Franska                   | 13     | 0,02 %   |
| Urdu                      | 13     | 0,02 %   |
| Somaliska                 | 12     | 0,02 %   |
| Serbiska                  | 11     | 0,02 %   |
| Nederländska              | 10     | 0,01 %   |
| Språk med under 10 talare | 121    | 0,18 %   |
| Annat språk               | 230    | 0,34 %   |
| Okänt språk               | 4      | 0,01 %   |